# Green River (Wyoming)
Green River es una ciudad ubicada en el condado de Sweetwater en el estado estadounidense de Wyoming. Es sede del condado de Sweetwater. En el año 2010 tenía una población de 12 515 habs. y una densidad poblacional de 345 hab/km². Se encuentra junto al río Green.

## Geografía
Green River se encuentra ubicada en las coordenadas 41°30′44.42″N 109°28′14.92″O / 41.5123389, -109.4708111. Según la Oficina del Censo, la localidad tiene un área total de 36,3 km² (14,0 mi²), de la cual 35,5 km² (13,7 mi²) es tierra y 0,8 km² (0,3 mi²) (2.28%) es agua.

### Localidades adyacentes
El siguiente diagrama muestra a las localidades en un radio de 68 kilómetros (42,3 mi) de Green River.

## Demografía
En el 2000 la renta per cápita promedia del hogar era de $53.164, y el ingreso promedio para una familia era de $59.100. El ingreso per cápita para la localidad era de $20.398. En 2000 los hombres tenían un ingreso per cápita de $51.418 contra $24.306 para las mujeres. Alrededor del 4.50% de la población estaba bajo el umbral de pobreza nacional.
| 1870 | 1880 | 1890 | 1900  | 1910  | 1920  | 1930  | 1940  | 1950  | 1960  | 1970  | 1980   | 1990   | 2000   | 2009   | 2010   |
| ---- | ---- | ---- | ----- | ----- | ----- | ----- | ----- | ----- | ----- | ----- | ------ | ------ | ------ | ------ | ------ |
| 106  | 327  | 723  | 1.313 | 2.140 | 2.589 | 2.640 | 5.531 | 3.187 | 3.497 | 4.196 | 12.807 | 12.711 | 11.808 | 12.411 | 12.515 |